# Шибаниха
Шибаниха — деревня в Рамешковском муниципальном округе Тверской области России.

## География
Деревня находится в восточной части Тверской области, в зоне хвойно-широколиственных лесов, при автодороге 28Н-1296, на левом берегу реки Медведица, на расстоянии приблизительно 24 км на юго-восток по прямой от посёлка городского типа Рамешки, административного центра округа.

### Климат
Климат характеризуется как умеренно континентальный, с холодной продолжительной зимой и умеренно тёплым коротким летом. Среднегодовая температура воздуха — 3,8 °C. Средняя температура воздуха самого холодного месяца (января) — −10,5 °C (абсолютный минимум — −50 °C); самого тёплого месяца (июля) — 17,3 °C (абсолютный максимум — 36 °C). Годовое количество атмосферных осадков составляет 575—600 мм, из которых большая часть выпадает в тёплый период. Снежный покров держится в среднем 147 дней. Преобладают ветры южного, юго-западного и западного направлений.

## История
Известна с 1627—1629 годов как владение Кириллова монастыря, что на Белом озере, в 1646—1647 годах отмечено 3 двора, в 1709 — 2 крестьянских двора и 1 бобыльский двор. В 1859 году в этой русской казенной деревне 18 дворов, в 1887 — 31 двор, в 1933 — 35, в 1989 — 22, в 2001 17 домов местных жителей и 9 домов — собственность наследников и дачников. В советское время работали колхозы «Выдвиженец» и им. Калинина. До 2021 входила в сельское поселение Ведное Рамешковского района до их упразднения.

## Население
| 1859 | 1936 | 1989 | 2002 | 2008 | 2010 |
| ---- | ---- | ---- | ---- | ---- | ---- |
| 181  | ↘137 | ↘49  | ↘29  | ↘26  | ↘24  |

### Историческая численность населения
Численность населения: 181 человек (1859 год), 174 (1887), 160 (1933), 49 (1989), 29 (русские 100 %) в 2002 году, 24 в 2010.

## Инфраструктура
Личное подсобное хозяйство с зоной сельскохозяйственного использования, индивидуальная застройка усадебного типа.

## Транспорт
Автобусное сообщение с райцентром. Остановка общественного транспорта «Шибаниха».